# Пиццале
Пиццале (итал. Pizzale) — коммуна в Италии, находится в регионе Ломбардия, в провинции Павия.
Население составляет 670 человек (2008), плотность населения составляет 92 чел./км². Занимает площадь 7 км². Почтовый индекс — 27050. Телефонный код — 0383.
Покровителем коммуны почитается святой апостол Иаков Старший, празднование 25 июля.

## Демография
Динамика населения:

## Администрация коммуны
- Официальный сайт: http://www.comune.pizzale.pv.it/ Архивная копия от 7 августа 2008 на Wayback Machine